# Кристиян Наумовски
Кристиян Наумовски (на македонска литературна норма: Кристијан Наумовски) е футболист от Северна Македония, национален състезател на страната. В сезона 2014-2015 година е вратар на Левски (София).

## Кариера
Роден е на 17 септември 1988 година в Скопие, тогава в Социалистическа федеративна република Югославия. Наумовски започва кариерата си в местния ФК Работнички (Скопие). През 2010 година е трансфериран в румънския ФК Динамо (Букурещ). С екипа на Динамо печели Купата и Суперкупата на Румъния през 2012 година. 
През лятото на 2014 година договорът му с Динамо изтича и Наумовски преминава в Левски (София) с договор за една година, ставайки вторият футболист от Република Македония, който облича екипа на сините след Дарко Тасевски.